# Depotfund von Hoxne

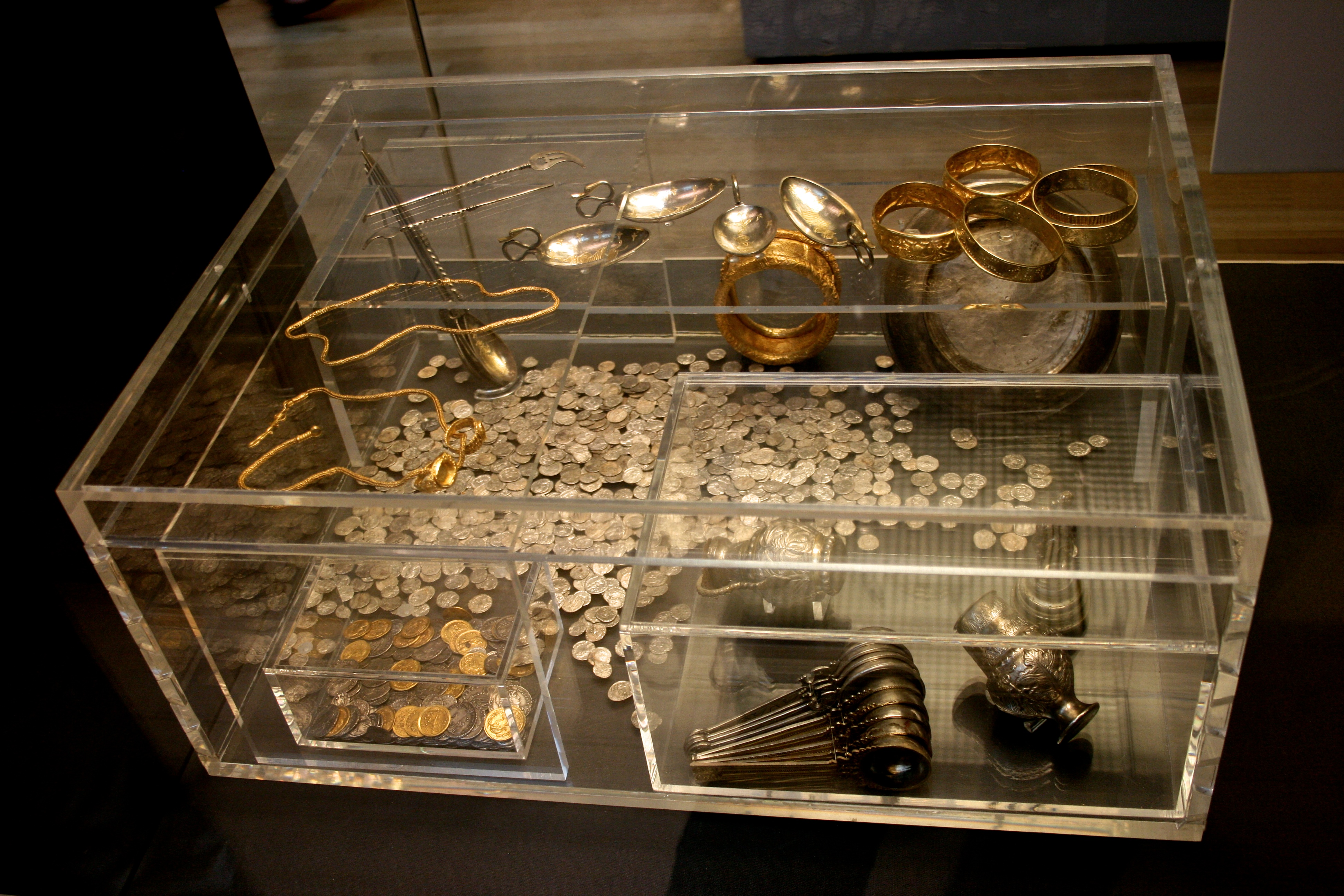
Schaukasten im Britischen Museum mit den Fundobjekten des Depotfundes von Hoxne in der Anordnung, in der sie gefunden wurden

Der Depotfund von Hoxne (englisch Hoxne Hoard) ist ein aus mehr als 15.000 Einzelstücken bestehender spätrömischer Hortfund, der am 16. November 1992 bei Hoxne in England entdeckt wurde. Er ist der größte bisher bekannte spätantike Münzhortfund des römischen Britannien. Er ist die größte Sammlung von römischen Gold- und Silbermünzen aus dem 4. und 5. Jahrhundert im gesamten Bereich des damaligen Römischen Reiches.

## Fundgeschichte
Der Hort wurde auf einem Feld entdeckt, das etwa 2,4 Kilometer von der Ortschaft Hoxne (Aussprache: Hoxn) in der Grafschaft Suffolk in England entfernt liegt. Nachdem Peter Whatling, der Pächter des Feldes, einen Hammer verloren hatte, bat er seinen Freund Eric Lawes, einen pensionierten Gärtner und Eigentümer eines Metalldetektors, ihm bei der Suche nach dem Werkzeug zu helfen. Dabei fand Lawes am 16. November mehrere silberne und goldene Münzen und Gebrauchsgegenstände. Er und Whatling informierten daraufhin die örtlichen Behörden und die Polizei über die Funde, ohne selbst weitere Ausgrabungen vorzunehmen. Am Tag darauf (17. November) trafen mehrere Archäologen ein, die in den folgenden Tagen den Schatz durch eine Blockbergung aus dem Boden hoben. Auch der verlorene Hammer wurde gefunden und ist zusammen mit dem Schatz im Britischen Museum ausgestellt.
Der Schatz befand sich an einer einzigen Stelle. Durch die professionelle Ausgrabung durch Archäologen war es möglich, die einzelnen Bestandteile des Hortfunds in ihrer räumlichen Lage zueinander exakt zu dokumentieren. Um keine Raubgräber anzulocken, wurde der Hortfund zunächst vor der Öffentlichkeit geheim gehalten. Am 19. November 1992 wurde der Fund jedoch durch die Boulevardzeitung The Sun publik gemacht und das Britische Museum sah sich genötigt, auf einer Pressekonferenz am 20. November 1992 Einzelheiten über den Fund bekannt zu geben. Die vorläufige archäologische Konservierung und die Erfassung des Fundes waren nach etwa einem Monat abgeschlossen. Der Wert des Schatzes wurde im Jahr 1992 auf etwa 1,75 Millionen Pfund geschätzt (entspräche einem heutigen Wert von etwa 3,8 Millionen Euro). Nach englischem Recht wäre der Schatz aufgrund des Schatzregals (treasure trove) automatisch in das Eigentum der Krone übergegangen. Jedoch war es seit längerem gängige Praxis, die Entdecker eines Schatzes finanziell zu kompensieren (1996 erfolgte mit dem Treasure Act auch eine gesetzliche Regelung). Daher wurde die Summe von 1,75 Millionen Pfund auch an Lawes als den Entdecker des Schatzes ausgezahlt, der das Geld freiwillig zu gleichen Teilen mit Peter Whatling teilte.

## Umfang des Horts

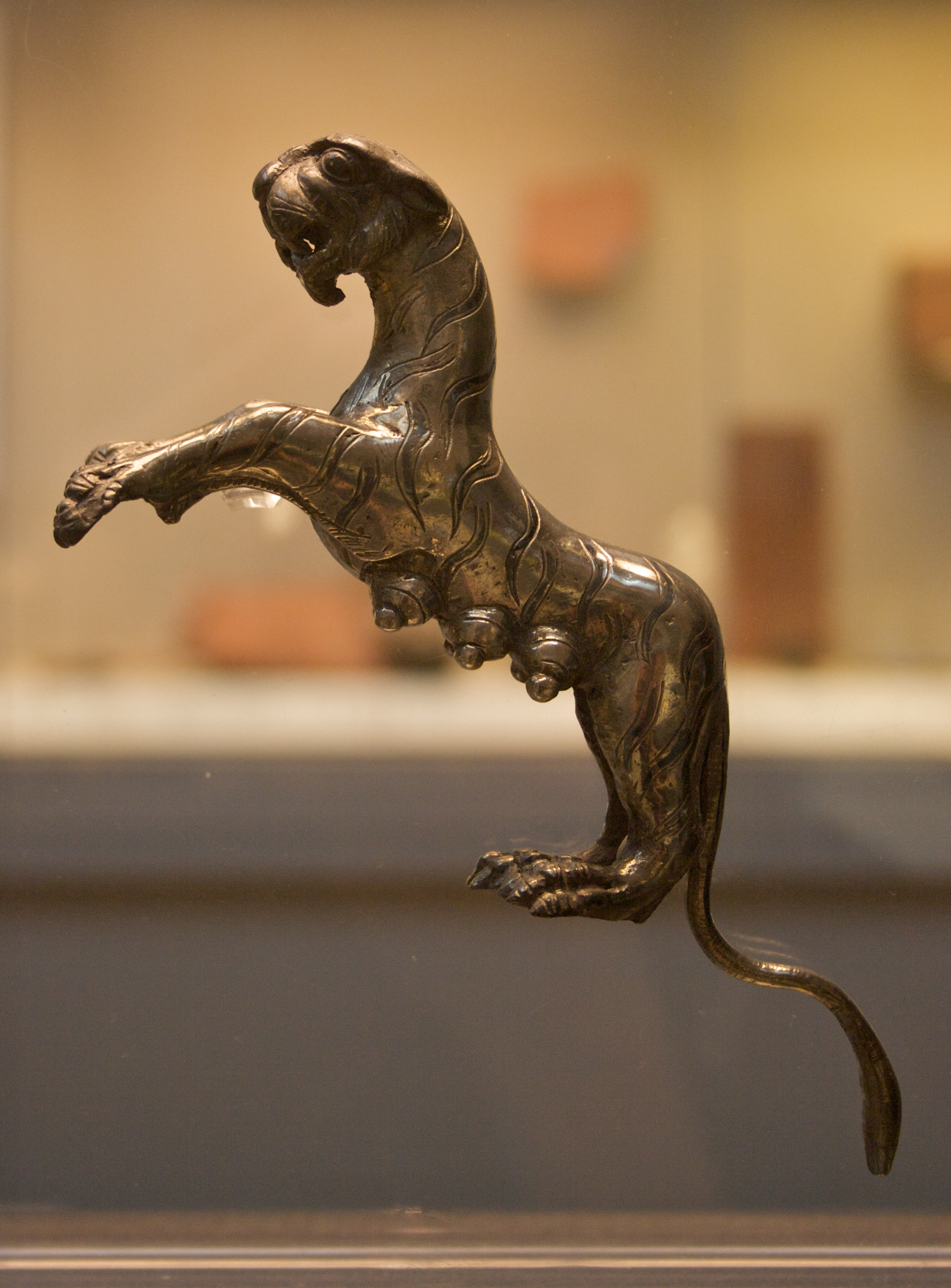
Die aus Silber gearbeitete Tigerin diente ursprünglich als Griff oder Henkel für ein Gefäß

Die Fundstücke bestehen aus Silber- und Goldmünzen, die zusammen etwa 3,5 kg Gold und 23,75 kg Silber ausmachen. Der Schatz befand sich ursprünglich in einer Truhe aus Eichenholz, die etwa 60 × 45 × 30 cm groß war. Innerhalb der Truhe waren einzelne Objekte in kleinere Holzgefäße aus Eibenholz oder Kirschbaumholz platziert, während andere in Wolltücher oder Stroh eingebettet waren. Bis auf Fragmente waren die organischen Materialien jedoch vollständig zersetzt.
Die gefundenen Objekte setzten sich zusammen aus:
- Münzen:
  - 569 Goldmünzen (Solidi)
  - 14.272 Silbermünzen, darunter 60 Miliarenses und 14.212 Siliquae
  - 24 bronzene Nummi
- Juwelierarbeiten und Gebrauchsgegenständen:
  - 29 goldene Juwelierarbeiten
  - 98 silberne Löffel und Schöpfkellen
  - eine Tigerin aus Silber, die als Griff oder Henkel für ein Gefäß gearbeitet war
  - 4 silberne Schalen und eine kleine Schüssel
  - 1 silberner Becher
  - 1 silberne Vase
  - 4 Pfefferstreuer
  - einzelne Objekte zur Körperpflege, z. B. Zahnstocher
  - 2 silberne Schlösser als Überbleibsel von Gefäßen aus Holz oder Leder
- Spuren verschiedener organischer Materialien, einschließlich einer kleinen Pyxis aus Elfenbein.

## Fundstücke im Einzelnen

### Münzen
Die meisten Gold- und Silbermünzen hatten einen Edelmetallgehalt von 95 bis 99 %, bei einigen wenigen handelte es sich um Fälschungen, bei denen nur die äußere Schicht aus Silber bestand.
| Prägungen der goldenen Solidi des Hoxne-Depotfundes |        |
| --- | ------ |
| \| Prägungszeit \| Anzahl \| \| ------------------------ \| ------ \| \| Valentinian I. (364–75) \| 5 \| \| Gratian (367–83) \| 12 \| \| Valentinian II. (375–92) \| 69 \| \| Theodosius I. (379–95) \| 20 \| \| Magnus Maximus (383–88) \| 1 \| \| Eugenius (392–94) \| 1 \| \| Arcadius (383–408) \| 149 \| \| Honorius (393–423) \| 312 \| \| Gesamt \| 569 \| |        |
| Prägungszeit | Anzahl |
| Valentinian I. (364–75) | 5      |
| Gratian (367–83) | 12     |
| Valentinian II. (375–92) | 69     |
| Theodosius I. (379–95) | 20     |
| Magnus Maximus (383–88) | 1      |
| Eugenius (392–94) | 1      |
| Arcadius (383–408) | 149    |
| Honorius (393–423) | 312    |
| Gesamt | 569    |

Die 569 goldenen Solidi stammen alle aus der Zeitepoche zwischen dem Beginn der Regierungszeit Kaiser Valentians I. (ab 364) bis zur Regierungszeit des Honorius (393–423). Die solidi waren damit nur ungefähr maximal 50 Jahre in Gebrauch, bevor sie deponiert wurden, und dementsprechend in sehr gutem Erhaltungszustand. Sie stammten aus insgesamt 14 verschiedenen Münzstätten, die sich über weite Gebiete des damaligen Römischen Reichs verteilten, wobei mehr als die Hälfte aus der Prägestätte Mediolanum und der Zeitperiode 394–402 stammten. An zweiter und dritter Stelle folgten Augusta Treverorum und Ravenna. Als Terminus post quem für die Deponierung des Schatzes kann aufgrund der Prägungen das Jahr 407/8 angegeben werden, d. h., die Deponierung kann nicht früher als im Jahr 407 erfolgt sein. Der Terminus ante quem, das heißt der Zeitpunkt, zu dem die Münzen spätestens deponiert worden sein müssen, ist wesentlich schwieriger und nur ungenau zu bestimmen und wurde auf den Zeitraum 407–450 geschätzt.
| Geklippte und nicht geklippte siliquae aus dem Hoxne-Hort | Geklippte und nicht geklippte siliquae aus dem Hoxne-Hort | Geklippte und nicht geklippte siliquae aus dem Hoxne-Hort |
| --------------------------------------------------------- | --------------------------------------------------------- | --------------------------------------------------------- |
|                                                           |                                                           |                                                           |
| nicht geklippt                                            | mäßig geklippt                                            | stark geklippt                                            |

Die 60 silbernen miliarienses wurden zwischen den Regierungszeiten des Konstantin II. (337–340) bzw. Constantius II. (337–361) und der des Arcadius (383–408) geprägt. Unter ihnen fanden sich fünf vor dem Fund nicht bekannte Varianten. Auch die älteste Münze aus dem gesamten Hoxne-Schatz war ein miliariense. Von den 14.215 silbernen siliquae wiesen zwei den vollem Edelmetallgehalt auf und 14.207 einen reduzierten Gehalt, wie es etwa seit dem Jahr 358 üblich war. Bei fünf weiteren handelte es sich um Halb-siliquae. Bei fast 2.500 siliquae war die Prägung zeitlich nicht eindeutig festzulegen. Etwa 80 % der siliquae des Hoxne-Schatzes waren geklippt, d. h. ein mehr oder weniger kleiner Teil des Rands war (möglicherweise nach und nach) gezielt entfernt worden. Dieses Phänomen findet sich häufig bei spätantiken Münzen und die Hintergründe und der Zeitraum, in dem es sich ereignet hat, sind unter Historikern umstritten. Es handelte sich wohl um den Versuch, kleine Edelmetallmengen zu gewinnen, ohne dabei den Nennwert der Münze zu verschlechtern. Hinzu kam, dass der Zustrom von Münzen aus dem restlichen Imperium spätestens nach dem weitgehenden Abzug der Römer aus Britannien im Jahr 407 (siehe unten) weitgehend versiegte.
Die 24 Bronze-Münzen konnten dem 4. Jahrhundert zugeordnet werden, jedoch war ihr Erhaltungszustand so schlecht, dass eine genauere Einordnung nicht möglich war.

### Schmuckgegenstände aus Gold

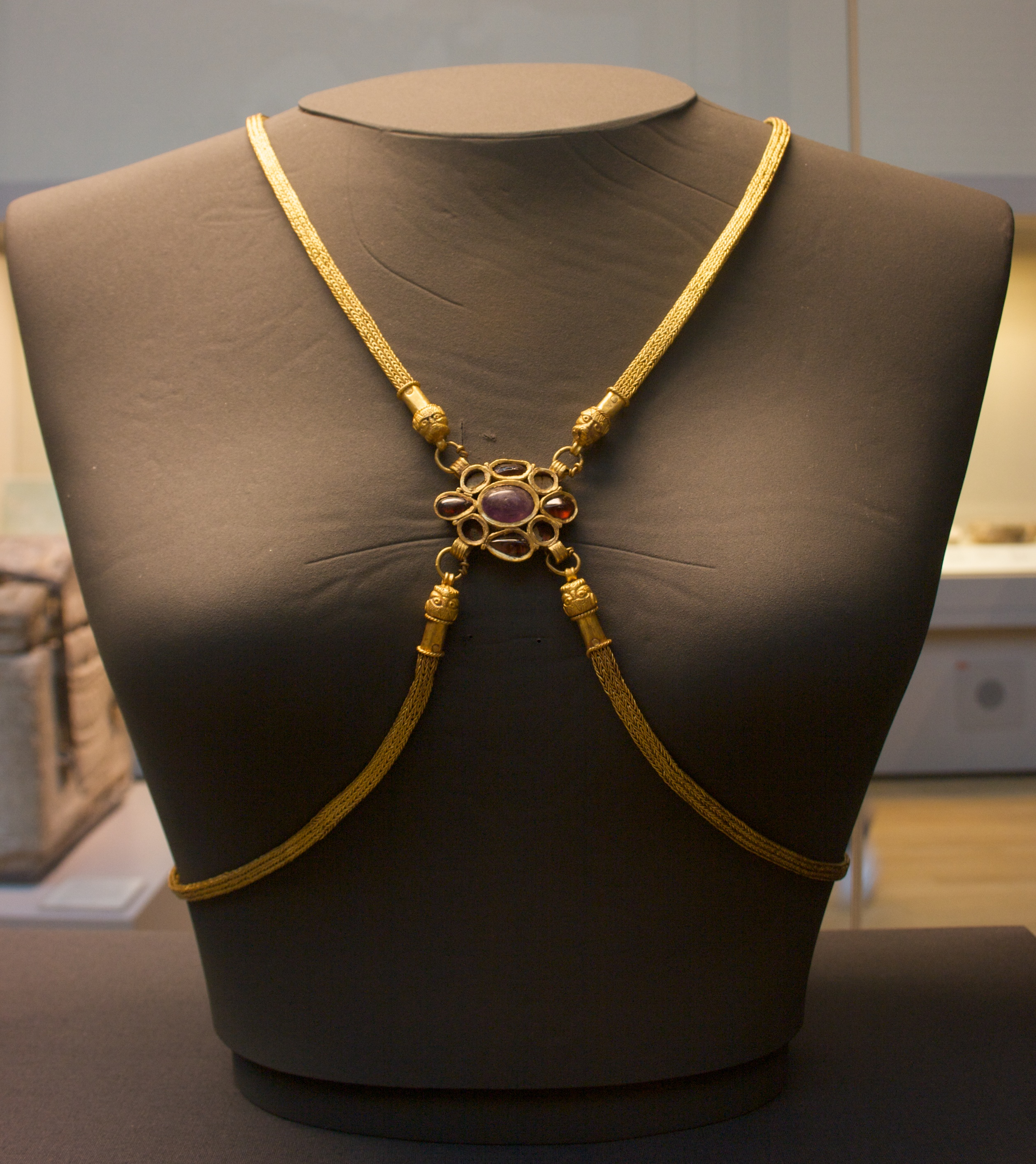
Goldene Brustkette aus dem Hoxne-Hortfund

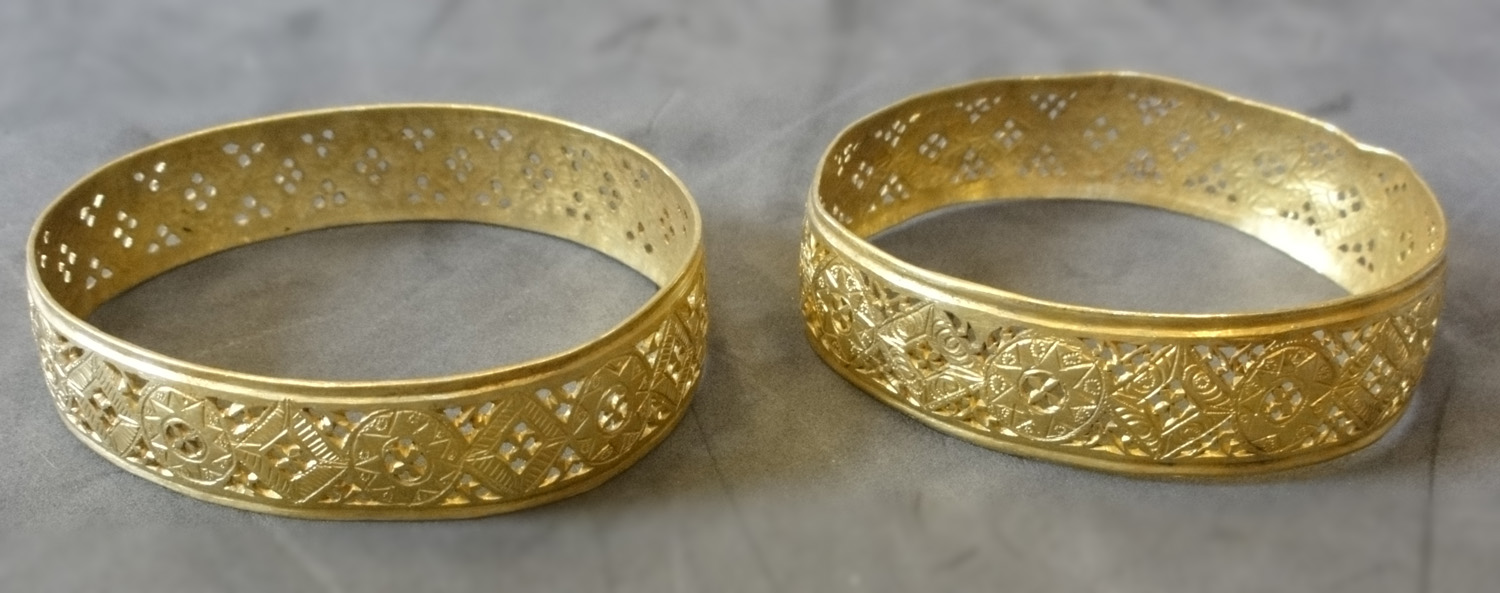
Zwei goldene Armreifen

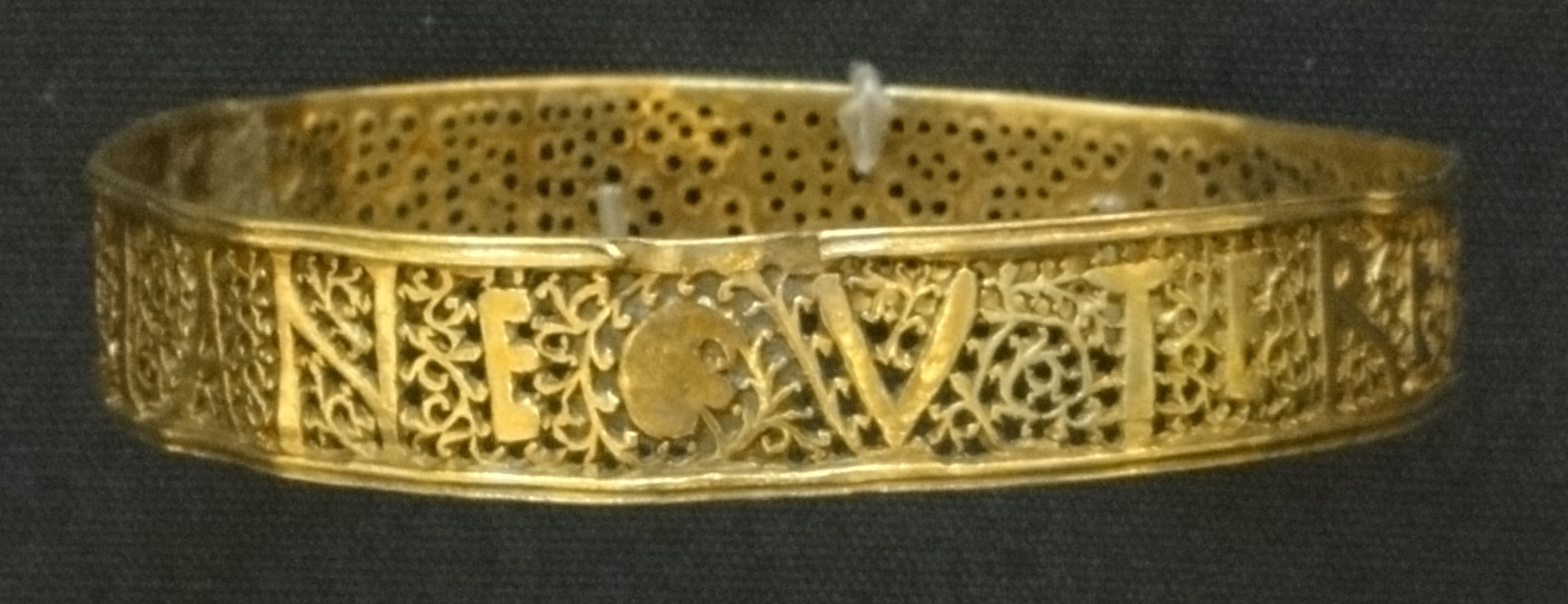
Ein goldenes Armband mit der Inschrift VTERE FELIX DOMINA IVLIANE ("der glücklichen Herrin Juliane zum Gebrauch")

Außer den beschriebenen Münzen enthielt der Hortfund noch 29 weitere goldene Gegenstände. Dabei handelte es sich durchweg um Schmuckstücke. Diese Schmuckstücke bestanden im Mittel zu 91,5 % aus Gold (entspricht etwa 22 Karat) im Gesamtgewicht von etwa 1 Kilogramm und umfassten eine Brustkette, sechs Halsketten, drei Finger-Ringe und 19 Armreifen. Bedeutendstes Stück war eine goldene Brustkette, die aus vier fein geflochtenen Einzelketten bestand, deren Enden zu kleinen Löwenköpfen ausgearbeitet waren und die auf der Brust durch in Gold eingefasste Schmucksteine (Amethyst mit umgebenden Granat, vier weitere Steinfassungen, in denen sich möglicherweise Perlen befanden, sind leer) zusammengehalten wurden. Auf dem Rücken waren die Schmuckketten durch Halterungen an einem umgearbeiteten goldenen solidus aus der Zeit des Gratian (375–383) befestigt. Ähnliche Brustketten sind aus anderen Teilen des Römischen Reiches bekannt und wurden als Schmuckstücke von Frauen hohen Ranges getragen.
Die Halsketten waren überwiegend einfacher gearbeitet und zum Teil mit Tierfiguren (Löwen, Delphine) verziert. Eine Kette trug ein eingraviertes Christusmonogramm (☧, Chi-Rho). Die 3 Finger-Ringe trugen Steinfassungen, die enthaltenen Schmucksteine waren jedoch offensichtlich vor Deponierung des Schatzes entfernt worden. Die 19 Armreifen umfassten drei Gruppen von je vier identischen Reifen. Ein Armreif trug als einziger eine Inschrift (VTERE FELIX DOMINA IVLIANE, siehe Abbildung). Andere waren mit geometrischen Figuren oder Jagdszenen verziert.
Auffällig war das Fehlen von ansonsten häufigen Schmuckstücken, wie Ohrringen und Fibeln oder Schmuckanhängern.

## Tafelzubehör

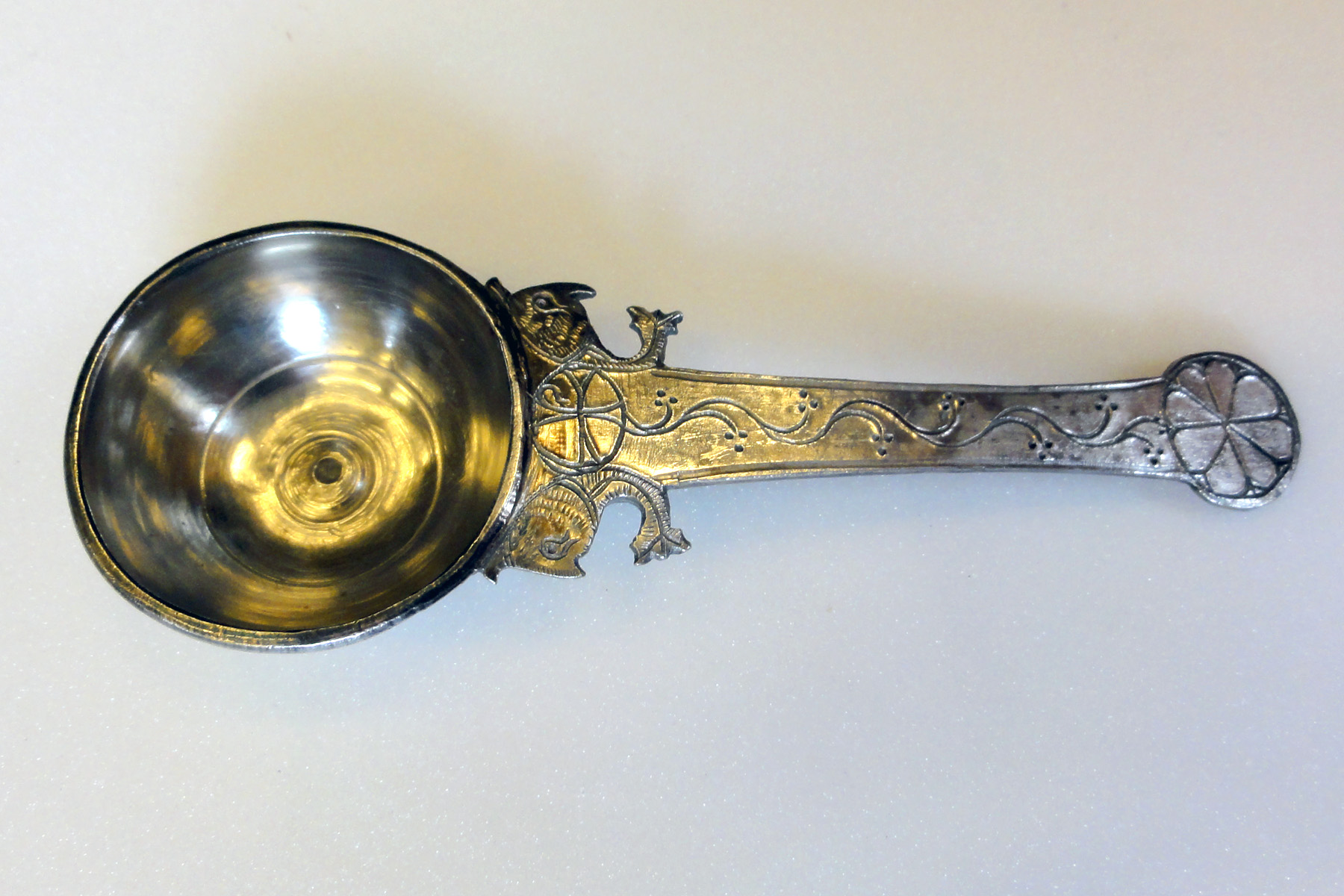
Löffel mit schöpfkellenartiger Laffe mit Staurogramm zwischen zwei Delfinen auf dem Stiel am Ansatz der Laffe.

Der beträchtliche Umfang des Fundes kann nicht darüber hinwegtäuschen, dass einige Gruppen von Tafelzubehör fehlen, wie etwa die großen Platten aus dem Schatz von Mildenhall, dem Silberschatz von Kaiseraugst oder dem Seuso-Schatz. In Hoxne vorhanden sind eine kleine Kanne und ein zugehöriger Becher aus Silber.
Zum Schatz gehören zahlreiche Löffel von unterschiedlicher Form und mit verschiedenartigen Verzierungen. So finden sich solche mit kellenartiger Laffe und scheibenförmigem Ende am Griff, aber auch solche mit einem Schwanenhals als Griff sowie cochlearia. Einige der Löffel tragen Inschriften, die auf unterschiedliche ehemalige Besitzer hinweisen. Auch Christogramme und die christlich zu deutende Inschrift VIVAS IN DEO kommen vor.

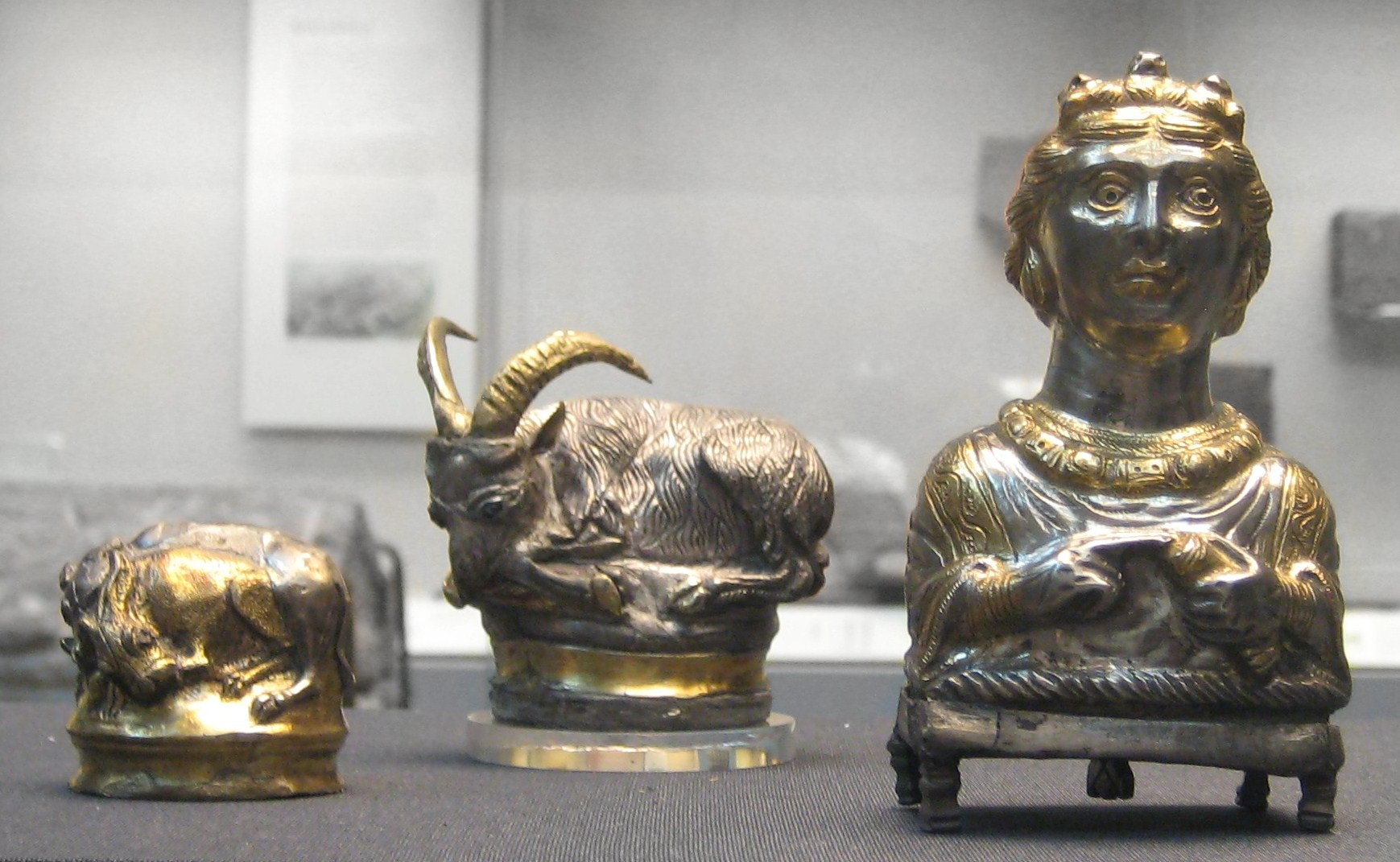
Drei der so genannten “Pepper pots”.

Außergewöhnlich sind die vier als “Pepper pots” (Pfefferstreuer) bezeichneten Objekte. Diese haben an der Unterseite kleine verschließbare Siebe, mit denen bei Tisch Gewürze wie Pfeffer auf die Speisen gestreut werden können. Eines der Gefäße hat die Form eines Hundes, der einen Hasen reißt; ein anderes die eines Steinbocks. Besonders aufwändig gearbeitet ist die Büste einer weiblichen Person mit einer Scheitelzopffrisur. Der vierte (hier nicht abgebildete) Gewürzstreuer zeigt den mythologischen Kampf zwischen Herkules und Antäus.

## Historischer Kontext
Die Deponierung des Schatzes fällt in eine sehr unruhige Zeit Britanniens. Zu Beginn des 5. Jahrhunderts befand sich das ganze weströmische Reich in einer Krise (siehe Völkerwanderung). In den Jahren 401–403 fielen die Goten unter Alarich in Italien ein und konnten nur mit großen Anstrengungen zurückgeschlagen werden (im Jahr 410 gelang ihnen sogar die Einnahme und Plünderung Roms). Zur Verteidigung Italiens mussten Truppen (möglicherweise die Legio XX Valeria Victrix) aus Britannien verlegt werden. Zum Jahreswechsel 406/407 überschritten mehrere germanische Stämme (Vandalen, Burgunden und Sueben) sowie die iranischen Alanen in relativ großer Zahl den Rhein in der Nähe von Mogontiacum (Mainz) und drangen in das römische linksrheinische Gebiet und nach Gallien ein. Dadurch brach das System der römischen Grenzverteidigung am Rhein zumindest zeitweilig zusammen. In aller Eile mussten römische Truppen aus Britannien zur Verteidigung Galliens abgezogen werden.
In Zusammenhang mit dieser Krise kam es in der römischen Provinz Britannien zu mehreren Truppenrevolten, bei denen in kurzer Abfolge mehrere Gegenkaiser durch die römischen Legionen ausgerufen wurden (Marcus † 406, Gratian † 406, und Konstantin III. † 411). Diese Gegenkaiser wurden nicht allgemein im weströmischen Reich anerkannt, sondern herrschten nur über einen Teil davon. Um seinen Herrschaftsanspruch durchzusetzen und um die Rheingrenze zu verteidigen, setzte Konstantin III. im Jahr 407 mit dem Großteil der ihm ergebenen Truppen des Feldheeres von Britannien nach Gallien über, so dass nur noch wenige römische Truppen in Britannien zurückblieben. Infolgedessen war eine wirksame Verteidigung der Nordgrenze am Hadrianswall gegen die Pikten und Skoten nicht mehr aufrechtzuerhalten und diese feindlichen Stämme nutzten das Machtvakuum, das sich in Britannien ergeben hatte, zu ausgedehnten Raubzügen. An den Küsten kamen Angriffe sächsischer Seeräuber hinzu. Die römische Ordnung brach dadurch teilweise zusammen. Als der äußerlich sichtbare Endpunkt der römischen Herrschaft in Britannien wurde lange Zeit ein Schreiben des Kaisers Honorius in Ravenna aus dem Jahr 410 an die civitates mehrerer britannischer Siedlungen gesehen. Darin wurden sie aufgefordert, ihre Verteidigung selbst in die Hand zu nehmen, da ihnen Rom keine Hilfe leisten könne. Allerdings ist unter Historikern umstritten, ob dieses Schreiben des Honorius wirklich an die Briten oder aber an Bewohner der italienischen Provinz Bruttium gerichtet gewesen ist.
Nach dem Abzug der römischen Truppen schwang sich zunächst der keltisch-römische Aristokrat Vortigern, dessen genaue Herrschaftszeit unbekannt ist, zum lokalen Machthaber auf. Die römische Gesellschaftsordnung und -kultur zerfielen nach dem Abzug der Römer aus Britannien nicht sofort, sondern bestanden auf lokaler Ebene noch einige Jahrzehnte fort (Sub-Roman Britain). Durch die sich anschließende längere Phase der Rechtsunsicherheit und das Fehlen einer staatlichen Zentralgewalt war ihnen auf Dauer die Existenzgrundlage entzogen. Infolge des Machtvakuums strömten in diesen Jahren zunehmend Angehörige der germanischen Stämme der Angeln, Sachsen und Friesen ins Land und siedelten sich dort dauerhaft an. Ein angeblicher Sieg der Sachsen etwa im Jahr 440 (so zumindest die Gallische Chronik von 452) beseitigte dann die letzten Reste der spätrömischen Herrschaft und die keltischen Vorbewohner wurden durch die germanischen Eindringlinge zunehmend in die westlichen Randgebiete abgedrängt.

Lage der Hortfunde von Hoxne und Eye
- Ortschaften Hoxne und Scole (letztere eine frühere römische Siedlung). Die rot eingezeichnete Straße entspricht dem Verlauf einer früheren Römerstraße

Vor diesem historischen Hintergrund ist die Deponierung des Schatzes von Hoxne zu sehen. Wohlhabende Personen konnten sich bei diesem Zusammenbruch der bisherigen staatlichen Ordnung ihrer Privilegien und ihres Besitzes nicht mehr sicher sein und versuchten, ihre Besitztümer an einen sicheren Ort zu bringen. Möglicherweise hatten sie dann später keine Gelegenheit mehr, den Schatz erneut zu heben, und das Wissen um die versteckten Reichtümer ging verloren. Eine andere Möglichkeit ist, dass es sich bei dem Hort um das Versteck eines Raubes handelt. In ganz England finden sich ähnliche Schatzfunde aus dieser Zeitepoche. Mehr als 95 derartige Funde sind bekannt. Der Fund von Hoxne ist vor allem durch seinen großen Umfang bemerkenswert. Alle anderen eindeutig dokumentierten derartigen Funde umfassten maximal nur wenige 100 Münzen. Der umfangreichste Fund an Goldmünzen, der je auf den Britischen Inseln gemacht wurde, war der Schatzfund von Eye, nur wenige Kilometer von Hoxne entfernt, der im Jahr 1780 entdeckt wurde. Dieser Fund umfasste etwa 650 Goldmünzen aus den Regierungszeiten der Kaiser Valentinian I. (364–375), Honorius (393–423) und Konstantin III. (407–411), die jedoch nicht archäologisch dokumentiert wurden, so dass der Zusammenhang mit dem Depotfund von Hoxne unklar bleibt. Möglicherweise handelt es sich bei beiden Funden um Teile eines größeren Schatzes. Auch über den umfangreichen Schatzfund von Cleeve Prior in Worcestershire aus dem Jahr 1811, der ungefähr 3.000 Silbermünzen und etwa 500 Goldmünzen aus derselben Zeitepoche umfasst haben soll und damit der umfangreichste Silbermünzen-Fund im ganzen Römischen Reich aus dieser Zeit gewesen wäre, ist aufgrund fehlender wissenschaftlicher Aufarbeitung wenig bekannt.